# Parti Baas irakien
Pour le parti panarabe Baas, dirigé par le Baas d'Irak mais qui a des succursales dans plusieurs pays et les factions baasistes liés à l'idéologie du Baas irakien, voir Parti Baas (faction dominée par les Irakiens).
Ne doit pas être confondu avec Parti Baas syrien.

Drapeau du Parti Baas irakien.

Le Parti Baas socialiste arabe d'Irak, officiellement le parti régional irakien, est la branche irakienne du Parti Baas. 
Fondée en 1951 par Fouad al-Rikabi, il s'agissait d'abord la branche régionale irakienne du parti Baas d'origine. Après le coup d'État de 1966 en Syrie, le parti Baas se scinde, et forme deux factions baasistes distinctes  au sein du parti d'origine: le Parti Baas syrien d'une part, irakien d'autre part.
Le parti a été officiellement interdit à la suite de l'invasion américaine de l'Irak en 2003, mais malgré cela, il continue de fonctionner clandestinement.

## Histoire

### Premières années et révolution du 14 juillet: 1951-1958
La branche régionale irakienne du parti Baas a été créée en 1951 ou 1952., Certains historiens affirment que la branche régionale irakienne a été créée par Abd ar Rahman ad Damin et Abdel Khaliq al-Khoudairi en 1947 après leur retour du congrès fondateur du parti Baas tenu à Damas, en Syrie la même année. Dans une autre version, Fouad al-Rikabi a créé la branche régionale irakienne en 1948 avec Sa'dun Hamadi, un musulman chiite, mais est devenu secrétaire du commandement régional en 1952.
La branche régionale irakienne était nationaliste arabe et vague dans son orientation socialiste. Au cours des premiers jours du parti, les membres ont discuté de sujets concernant le nationalisme arabe, les inégalités sociales qui s'étaient développées à partir de la « Tribal Criminal and Civil Disputes Regulation » britannique et de la loi 28 du Parlement irakien de 1932 « Régissant les droits et devoirs des Cultivateurs ». En 1953, le parti, dirigé par al-Rikabi, était engagé dans des activités subversives contre le gouvernement.
Le parti était initialement composé d'une majorité de musulmans chiites, car al-Rikabi recrutait principalement ses amis et sa famille, mais il est lentement devenu dominé par les sunnites. Le parti Baas et d'autres d' orientation panarabe ont trouvé de plus en plus difficile de recruter des membres chiites au sein de l'organisation du parti. La plupart des chiites considéraient le panarabisme comme largement sunnite, puisque la majorité des Arabes sont sunnites. En conséquence, plus de chiites ont rejoint le Parti communiste irakien que le Parti Baas. Au milieu des années 1950, huit des 17 membres de la direction du Baath étaient chiites.
Selon Talib El-Shibib, le ministre des Affaires étrangères du Baas dans le gouvernement d'Ahmed Hassan al-Bakr, l'origine sectaire des principaux membres du Baas était considérée comme peu importante car la plupart des baasistes ne connaissaient pas les confessions sectaires des autres. Entre 1952 et 1963, 54 % des membres du commandement régional du Baas étaient des musulmans chiites, en grande partie à cause de la campagne de recrutement efficace d'al-Rikabi dans les régions chiites. Entre 1963 et 1970, après la démission d'al-Rikabi, la représentation chiite au commandement régional était tombée à 14 %. Cependant, sur les trois factions au sein du parti Baas, deux chefs de faction sur trois étaient chiites.
À la fin de 1951, le parti comptait au moins 50 membres. Avec l'effondrement de la République arabe unie panarabiste (RAU), plusieurs membres dirigeants du Baas, dont al-Rikabi, ont démissionné du parti en signe de protestation. En 1958, l'année de la révolution du 14 juillet qui a renversé la monarchie hachémite, le parti Baath comptait 300 membres dans tout le pays. Le général Abdel Karim Kassem, chef du Mouvement des officiers libres qui a renversé le roi, a soutenu l'adhésion à la RAU, mais a changé de position lorsqu'il a pris le pouvoir. Plusieurs membres du mouvement des officiers libres étaient également membres du parti Baas. Le parti Baath considérait le président égyptien Gamal Abdel Nasser, le chef du mouvement panarabe, comme le chef le plus susceptible de réussir, et soutenait l'adhésion de l'Irak à l'union. Sur les 16 membres du cabinet de Kassem, 12 étaient membres du parti Baas. Cependant, le parti Baas a soutenu Kassem au motif qu'il rejoindrait la RAU de Nasser.

### L'Irak de Kassem: 1958-1963
Peu de temps après avoir pris le pouvoir, Qasim a changé sa position en rejoignant l'UAR et a commencé à faire campagne pour la politique « L'Irak d'abord ». Pour renforcer sa propre position au sein du gouvernement, Kassem a créé une alliance avec le Parti communiste irakien, qui s'opposait à la notion de panarabisme. Le changement de politique a provoqué plusieurs organisations panarabes, en particulier le parti Baas. Plus tard cette année-là, la direction du parti Baas prévoyait d'assassiner Qasim et de prendre le pouvoir pour poursuivre la politique de panarabisme.
Saddam Hussein faisait partie de l'opération. À l'époque, le parti Baas était plus une expérience idéologique qu'une puissante machine de combat anti-gouvernementale. La plupart de ses membres étaient soit des professionnels instruits, soit des étudiants, et Saddam Hussein correspondait à la facture. Abdel Karim al-Shaikhly, le chef de l'opération, a demandé à Hussein de la rejoindre quand l'un des membres de l'équipe est parti. L'idée d'assassiner Kassem peut avoir été celle de Nasser et des spéculations existent selon lesquelles certains participants à l'opération ont reçu une formation à Damas, qui faisait alors partie de l'UAR. Cependant, « aucune preuve n'a jamais été produite pour impliquer directement Nasser dans le complot ».
Les assassins prévoyaient de tendre une embuscade à Kassem dans la rue Al-Rashid le 7 octobre 1959. Un homme devait tuer ceux qui étaient assis à l'arrière de la voiture, les autres tueraient ceux devant. Pendant l'embuscade, Hussein a commencé à tirer prématurément, ce qui a désorganisé toute l'opération. Le chauffeur de Kassem a été tué et Kassem a été touché au bras et à l'épaule. Les assassins ont pensé qu'ils l'avaient tué et se sont rapidement retirés dans leur quartier général, mais Kassem a survécu.
Au moment de l'attaque, le parti Baas comptait moins de 1 000 membres. Certains des comploteurs ont rapidement quitté le pays pour la Syrie, où Michel Aflaq a donné à Hussein la pleine adhésion au parti. Le gouvernement irakien a arrêté certains membres de l'opération et les a emmenés en garde à vue. Lors du procès-spectacle, six des accusés ont été condamnés à mort et, pour des raisons inconnues, les peines n'ont pas été exécutées. Aflaq, le chef du mouvement baasiste, a organisé l'expulsion des principaux membres baasistes irakiens, tels que Fuad al-Rikabi, au motif que le parti n'aurait pas dû être à l'origine de l'attentat contre Qasim. Dans le même temps, Aflaq a obtenu des sièges dans la direction du Baas irakien pour ses partisans, dont Hussein.
Kassem a été renversé lors de la Révolution du Ramadan en février 1963, qui aurait été soutenue par la Central Intelligence Agency (CIA) américaine et dirigée sur le terrain par Ahmed Hassan al-Bakr.  Des documents déclassifiés et le témoignage d'anciens officiers de la CIA indiquent qu'il n'y a pas eu d'implication américaine directe, bien que la CIA ait été précédemment informée d'un précédent complot de coup d'État baasiste en juillet 1962 par un informateur de haut rang au sein du Parti. Le responsable de la CIA travaillant avec Archie Roosevelt, Jr.sur un plan distinct pour fomenter un coup d'État militaire contre Kassem, et qui devint plus tard le chef des opérations de la CIA en Irak et en Syrie « de la fin de 1968 à juin 1970 », a « nié toute implication dans les actions du parti Baath », déclarant au lieu de cela, les efforts de la CIA contre Kassem en étaient encore au stade de la planification à l'époque. Plusieurs unités de l'armée ont refusé de soutenir le coup d'État baasiste. Les combats ont duré deux jours, au cours desquels 1 500 à 5 000 ont été tués. Kassem a été capturé et, une heure plus tard, il a été tué par un peloton d'exécution. Pour assurer au public irakien que Kassem était mort, les comploteurs ont diffusé un film du cadavre de Kassem mutilé.

### Au pouvoir: février-septembre 1963
Abdel Salam Aref est devenu président de l'Irak et Ahmed Hassan al-Bakr est devenu Premier ministre après avoir pris le pouvoir en février 1963. Ali Salih al-Sa'di, secrétaire général du Commandement régional du parti Baas irakien, est devenu vice-Premier ministre et ministre de l'Intérieur, poste qu'il a perdu le 11 mai. Bien qu'il ne soit pas Premier ministre, al-Sadi avait un contrôle effectif sur le parti Baas irakien. Sept des neuf membres ont soutenu sa direction au sein du commandement régional du parti.
Selon Coughlin, au lendemain du coup d'État, la Garde nationale a lancé une « orgie de violence » contre tous les éléments communistes et certaines forces de gauche. Cette période a conduit à la mise en place à Bagdad de plusieurs chambres d'interrogatoire. Le gouvernement a réquisitionné plusieurs maisons privées et installations publiques, et une section entière de la rue Kifah a été utilisée par la Garde nationale. De nombreuses victimes de la déroute étaient innocentes ou victimes de vendettas personnelles.
Le parti a été évincé du gouvernement en novembre 1963, en raison du factionnalisme. La question au sein du parti Baas était de savoir s'il poursuivrait ou non son objectif idéologique d'établir une union avec la Syrie, l'Égypte ou les deux. Al-Sadi a soutenu une union avec la Syrie, qui était dirigée par le parti Baas, tandis que l'aile militaire la plus conservatrice soutenait la politique de l'« Irak d'abord » de Kassem. Le factionnalisme et le comportement indiscipliné de la Garde nationale ont conduit l'aile militaire à lancer un coup d'État contre la direction du parti. Al-Sadi a été contraint à l'exil en Espagne.
Al-Bakr, pour tenter de sauver le parti, a convoqué une réunion du commandement national du parti Baas. La réunion a exacerbé les problèmes du parti. Aflaq, qui se considérait comme le chef du mouvement baasiste panarabe, a déclaré son intention de prendre le contrôle du parti Baas irakien. L'aile en faveur de l'« Irak d'abord » était indignée. Le président Aref a perdu patience avec le parti Baas irakien et le parti a été évincé du gouvernement le 18 novembre 1963. Les 12 membres Baas du gouvernement ont été contraints de démissionner et la Garde nationale a été dissoute et remplacée par la Garde Républicaine. Certaines autorités pensent qu'Aflaq a soutenu le coup d'État d'Aref contre le gouvernement baasiste afin d'affaiblir la position d'al-Sadi au sein du parti et de renforcer la sienne.

### Négociations syndicales avec la Syrie
Au moment de la destitution d'al-Sadi du poste de ministre de l'Intérieur, le factionnalisme et le mécontentement grandissaient au sein du parti. al-Sadi et Mundur al-Windawi, le chef de la Garde nationale du parti Baath, dirigeaient l'aile civile. Le président Aref dirigeait l'aile militaire et Talib El-Shibib dirigeait l'aile pro-Aflaq.
Cependant, un plus grand schisme était en cours dans le mouvement baasiste international. Quatre grandes factions étaient en cours de création : la Vieille Garde dirigée par Aflaq ; une alliance civile entre les secrétaires généraux des commandements régionaux de Syrie et d'Irak, dirigés respectivement par Hammud al-Shufi et al-Sadi; le Comité militaire syrien du Baath, représenté par Salah Jedid, Muhammad Umran, Hafez al-Assad, Salim Hatum et Amin al-Hafez; et l'aile militaire irakienne, qui a soutenu la présidence d'Arif, représentée par al-Bakr, Salih Mahdi Ammash, Tahir Yahya et Hardan Tikriti. Les ailes militaires en Syrie et en Irak se sont opposées à la création d'un État panarabe, alors qu'al-Shufi et al-Sadi l'ont soutenu. Aflaq l'a officiellement soutenu, mais s'y est opposé en privé parce qu'il craignait qu'al-Sadi ne conteste son poste de secrétaire général du Commandement national du parti Baas, le chef du mouvement baasiste international.

### Union bilatérale
La Syrie et l'Irak étaient tous deux sous des régimes baasistes en 1963. Lorsque le président Aref s'est rendu en visite d'État en Syrie, Sami al-Jundi, un ministre syrien, a proposé la création d'une union bilatérale entre les deux pays. Aref et Amin al-Hafez, président de la Syrie, ont soutenu l'idée. al-Jundi a été chargé de mettre en place un comité pour commencer à établir le syndicat. al-Jundi a choisi al-Sadi comme principal représentant de l'Irak au sein du comité dans le but de renforcer la position d'al-Sadi au sein du parti Baas.
Les travaux sur l'union se sont poursuivis avec la signature de la Charte de l'unité militaire qui a établi le Conseil militaire supérieur, un organe qui a supervisé l'intégration et le contrôle des militaires syriens et irakiens. Ammash, le ministre irakien de la Défense, est devenu le président du Conseil militaire supérieur. Le quartier général unifié était en Syrie. La création de l'union militaire est devenue évidente le 20 octobre 1963, lorsque des soldats syriens ont été retrouvés combattant aux côtés de l'armée irakienne au Kurdistan irakien. À ce stade, les baasistes irakiens et syriens craignaient d'exclure Nasser des pourparlers syndicaux puisqu'il avait un large public.
L'État syrien et son parti Baas ont critiqué la chute du premier gouvernement d'al-Bakr, mais ont cédé lorsqu'ils ont découvert que certains membres du cabinet irakien étaient membres du parti Baas. Cependant, les baasistes restants ont été lentement démis de leurs fonctions. Le Conseil de commandement de la révolution syrienne a réagi en abrogeant la Charte de l'unité militaire le 26 avril 1964, mettant fin au processus d'unification bilatérale entre l'Irak et la Syrie.

### Souterrain: 1963-1968
Au lendemain du coup d'État mené contre le parti Baas, al-Bakr est devenu la force motrice dominante du parti et a été élu secrétaire général du commandement régional en 1964. Saddam Hussein a reçu l'adhésion à part entière au parti et un siège au commandement régional du parti Baas irakien parce qu'il était un proche protégé d'al-Bakr. Avec le consentement d'al-Bakr, Hussein a lancé une commande pour améliorer la sécurité intérieure de la partie. En 1964, Hussein a créé le Jihaz Haneen, l'appareil de sécurité secret du parti, pour agir comme un contrepoids aux officiers militaires du parti et pour affaiblir l'emprise de l'armée sur le parti.

### Irak baasiste: 1968–2003

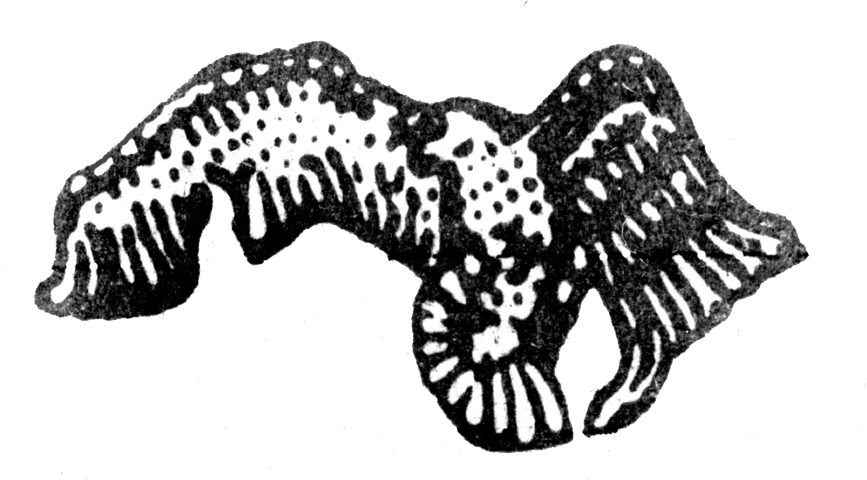
L'aigle de Saladin a servi de logo au journal baasiste Ath-Thawra

Contrairement au coup d'État de 1963, le coup d'État de 1968 a été dirigé par des membres civils du parti Baas. Selon l'historien Con Coughlin, le président irakien Abdel Rahman Aref, qui avait succédé à son frère, était un dirigeant faible. Avant le coup d'État, Hussein, par l'intermédiaire du Jihaz Haneen, a contacté plusieurs officiers militaires qui soutenaient le parti Baas ou voulaient l'utiliser comme véhicule au pouvoir. Certains officiers, comme Hardan al-Tikriti, étaient déjà membres du parti, tandis qu'Abdul Razzak al-Naif, le chef adjoint du renseignement militaire, et le colonel Ibrahim Daud, le commandant de la Garde républicaine, n'étaient ni membres du parti ni sympathisants.
Le 16 juillet 1968, al-Naif et Daud ont été convoqués au palais présidentiel par Arif, qui leur a demandé s'ils étaient au courant d'un coup d'État imminent contre lui. Al-Naif et Daud ont tous deux nié avoir connaissance d'un coup d'État. Cependant, lorsque la direction du parti Baas a obtenu cette information, elle a rapidement convoqué une réunion chez al-Bakr. Le coup d'État devait être initié le plus rapidement possible, même s'ils devaient concéder de donner à al-Naif et Daud les postes de Premier ministre et de ministre de la Défense, respectivement. Hussein a déclaré lors de la réunion : « Je suis conscient que les deux officiers nous ont été imposés et qu'ils veulent poignarder le parti dans le dos au service d'un intérêt ou d'un autre, mais nous n'avons pas le choix. Nous devons collaborer avec eux et liquider immédiatement pendant ou après la révolution ».
La révolution du 17 juillet était un coup d'État militaire et non une révolte populaire contre le gouvernement en place. Selon Coughlin, comparé aux coups d'État de 1958 et 1963, le coup d'État de 1968 était une « affaire relativement civile ». Le coup d'État a commencé au petit matin du 17 juillet, lorsque les militaires et les militants du parti Baath ont pris plusieurs postes clés à Bagdad, tels que le siège du ministère de la Défense, les stations de télévision et de radio et la centrale électrique. Tous les ponts de la ville sont pris, toutes les lignes téléphoniques sont coupées et à 03h00 précises, l'ordre est donné de marcher sur le Palais présidentiel. Le président Arif dormait et n'avait aucun contrôle sur la situation. Al-Bakr a orchestré le complot, mais Hussein et Salah Omar al-Ali ont dirigé les opérations sur le terrain. Une lutte de pouvoir a commencé entre le parti Baas dirigé par al-Naif et l'armée dirigée par Daud, qu'al-Bakr avait anticipé et planifié. Daud a perdu son ministère lors d'une visite officielle en Jordanie, tandis qu'al-Naif a été exilé après que Hussein l'ait menacé, lui et sa famille, de mort.
Au moment du coup d'État de 1968, seules 5 000 personnes étaient membres du Baas, à la fin des années 1970, le nombre de membres était passé à 1,2 million. En 1974, les baasistes irakiens ont formé le Front national progressiste pour élargir le soutien aux initiatives du gouvernement. Les querelles au sein du parti se sont poursuivies et le gouvernement a périodiquement purgé ses membres dissidents, dont Fuad al-Rikabi, le premier secrétaire général du commandement régional du parti. Émergeant comme l'homme fort du parti, Hussein a utilisé son pouvoir croissant pour écarter al-Bakr en 1979 et a gouverné l'Irak jusqu'à l' invasion de l'Irak en 2003.
Plusieurs infrastructures importantes ont été établies pour aider la croissance du pays, et l'industrie pétrolière irakienne a été nationalisée avec l'aide de l'Union Soviétique. Alexeï Kossyguine, président du Conseil des ministres de l'URSS, a signé le traité bilatéral d'amitié et de coopération en 1972.
Les relations entre le parti Baas irakien dirigé par Saddam Hussein et le Parti Baas syrien dirigé par Hafez el-Assad étaient devenues tendues voire hostiles, les baasistes syriens ont soutenus l'Iran de l'Ayatollah Khomeini pendant la Guerre Iran-Irak, de plus, le Baas irakien était dirigé par des sunnites alors que le Baas syrien était (et toujours à ce jour) dirigé par la famille el-Assad, des chiites alaouite. Au début des années 1990, Eric Rouleau obtient (sans que l'on connaisse la personne qui la lui a fournie) une cassette audio où est enregistrée une réunion du parti Baas qui donne une idée de la façon dont les affaires étaient traitées par le parti ; Ali Hassan al-Majid al-Tikriti y intervient à plusieurs reprises.

### Invasion de 2003 et nouveau gouvernement irakien

#### Chute et débaasification
En juin 2003, l' Autorité provisoire de la coalition dirigée par les États-Unis a interdit le parti Baas et a banni tous les membres des quatre niveaux supérieurs du parti du nouveau gouvernement et des écoles et collèges publics, une décision que certains ont critiquée pour avoir bloqué trop de personnes expérimentées. de participer au nouveau gouvernement. Des milliers de personnes ont été démis de leurs fonctions, y compris des médecins, des professeurs, des enseignants et des bureaucrates. De nombreux enseignants ont perdu leur emploi, provoquant des protestations et des manifestations dans les écoles et les universités.
Sous le parti Baas, on ne pouvait accéder à de hautes fonctions dans le gouvernement ou dans les écoles sans devenir membre du parti. L'adhésion était également une condition préalable à l'admission à l'université. Alors que de nombreux baasistes se sont joints pour des raisons idéologiques, beaucoup d'autres se sont joints pour améliorer leurs options. Après de nombreuses pressions de la part des États-Unis, la politique de Débaasification a été abordée par le gouvernement irakien en janvier 2008 dans la très controversée « Accountability and Justice Act », qui était censée assouplir la politique, mais dont beaucoup craignaient qu'elle ne conduise à de nouveaux licenciements.
La nouvelle Constitution de l'Irak, approuvée par référendum le 15 octobre 2005, a réaffirmé l'interdiction du parti Baath, déclarant qu'« aucune entité ou programme, sous quelque nom que ce soit, ne peut adopter le racisme, le terrorisme, l'appel à attaquer les « infidèles », le nettoyage ethnique, ou inciter, faciliter, glorifier, promouvoir ou justifier cela, en particulier le Baas saddamiste en Irak et ses symboles, quel que soit le nom qu'il adopte. Cela peut ne pas faire partie du pluralisme politique en Irak ».
Certains ou plusieurs de ses membres du parti Baas irakien qui ont été purgés et renvoyés ont ensuite rejoint Al-Qaïda en Irak, qui s'est finalement transformé en État islamique d'Irak et du Levant.

### Mort de Saddam et scission du parti: 2006 à aujourd'hui
Le 31 décembre 2006, un jour après l'exécution par pendaison de Saddam Hussein, un groupe jusqu'alors inconnu appelé Rassemblement des citoyens de Bagdad a publié publiquement une déclaration à Amman, en Jordanie, à la branche régionale jordanienne du parti Baas, soutenant Izzat Ibrahim al-Douri en tant que nouveau président de l'Irak et secrétaire général du parti après la mort de Saddam. La déclaration faisait référence aux Irakiens tués lors de la guerre contre l'Iran de 1980 à 1988 , de la guerre du Golfe de 1991 contre le Koweït et des 13 années de sanctions qui ont suivi, et ajoutait : « Nous nous engageons à libérer notre pays des criminels odieux, néo-sionistes et les Perses afin de restaurer l'unité de l'Irak ». La branche armée du parti depuis l'ascension d'al-Douri est l'Armée des hommes de la Naqshbandiyya.

## Idéologie
Le Parti Baas irakien avait fusionné le nationalisme arabe avec le nationalisme irakien. Dans le même temps, il lance une grande campagne d'alphabétisation dès son arrivée au pouvoir, qui sera un succès à la fin des années 1970 et parvient à élever le niveau de vie à ses débuts.
Le Parti Baas irakien sous Saddam Hussein avait des relations conflictuelles avec le Parti Baas syrien et le président syrien Hafez el-Assad à la suite de la purge de 1979 et de la rupture de la tentative d'union panarabe entre les deux pays par Saddam Hussein. Ces actions ont incité les Syriens a soutenir l'Iran contre l'Irak pendant la Guerre Iran-Irak et à renoncer au panarabisme. Le Parti Baas irakien, dominé par la minorité sunnite a également lancé des campagnes sectaires contre les chiites, et aurait mené des campagnes contre les citoyens irakiens partiellement ou totalement d'origine iranienne, ce qui accentua les tensions communautaires.
Sous la supervision de Ezzat Ibrahim al-Douri en 1992, le parti, laïc de base, lance une campagne d'islamisation de la société par une politique appelée « Campagne de la foi » à la suite de la Guerre du Golfe. En ce sens, le parti adopte une forme d'islamisme sunnite à ce moment jusqu'à la chute du régime en 2003.